# Sporobolus infirmus
Sporobolus infirmus är en gräsart som beskrevs av Carl Christian Mez. Sporobolus infirmus ingår i släktet droppgräs, och familjen gräs. Inga underarter finns listade i Catalogue of Life.